# Philipp Hartwich
Philipp Hartwich (Colonia (Alemania), 11 de septiembre de 1995) es un jugador de baloncesto alemán que actualmente forma parte de la plantilla del Rostock Seawolves de la Basketball Bundesliga. Su estatura oficial es de 2,18 metros y juega en la posición de pívot.

## Trayectoria
Hartwich es un pívot de 2,18 m de altura y 113 kilos que antes de ser jugador de baloncesto lo fue de balonmano en su país. Formado en la Universidad de Portland desde 2014 a 2018, en la temporada 2017-18 realizó una gran temporada con los Pilots, equipo de la Conferencia de la Costa Oeste de la Division I de la NCAA en el que se proclamó como el máximo taponador de la historia, promediando 2,3 tapones por partido además de 5.2 puntos y 7.9 rebotes. 
En julio de 2018 llega a España para incorporarse al Levitec Huesca de la Liga LEB Oro, firmando un contrato para la temporada 2018-19. Sus estadísticas fueron de 5.3 puntos (57.7% en tiros de 2 puntos y 35.7% en tiros libres) y 5.2 rebotes en 15 minutos de juego para una valoración media de 6.7 créditos en los 34 encuentros que disputó. 
En agosto de 2019 cambia de equipo de la Liga LEB Oro, firmando un contrato para la temporada 2019-20 con Club Melilla Baloncesto. Promedia 6.2 puntos (67% de acierto en tiros de campo) y 6.7 rebotes en 24 partidos.
El 7 de junio de 2021 firma por el BG 74 Göttingen de la Basketball Bundesliga. Completa la temporada 2021-22 con medias de 3.4 puntos, 3.6 rebotes y 1.6 tapones.
El 21 de mayo de 2022 firmó contrato con el s.Oliver Baskets, también de la Basketball Bundesliga.